# 고리키 공원

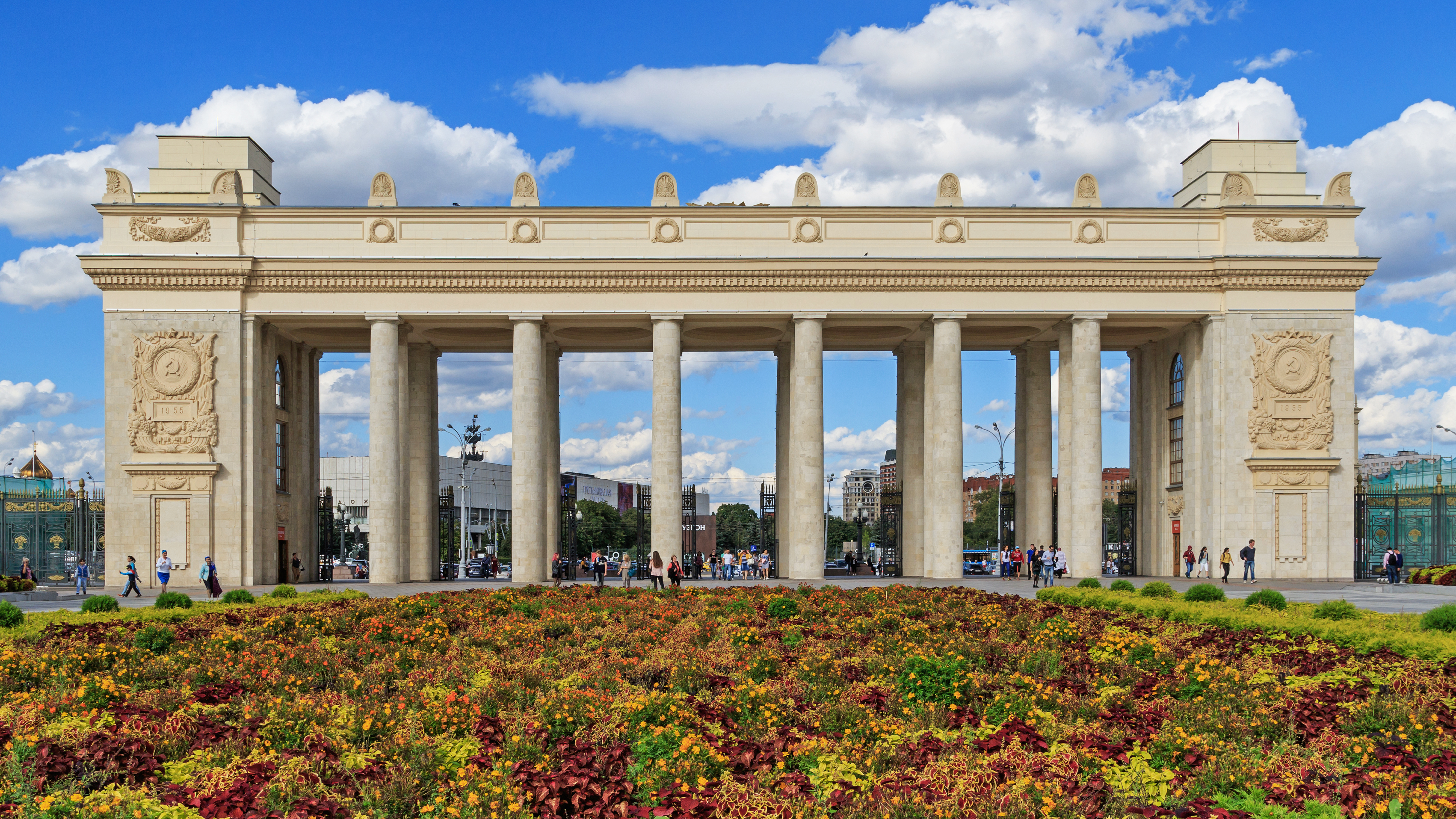
고리키 공원

고리키 공원(러시아어: Центральный парк культуры и отдыха им. Горького)은 러시아 모스크바에 있는 공원이며, 막심 고리키를 기리기 위해 명명되었다.